# Castelnovo Bariano
Castelnovo Bariano – miejscowość i gmina we Włoszech, w regionie Wenecja Euganejska, w prowincji Rovigo.
Według danych na rok 2004 gminę zamieszkiwały 3052 osoby, 82,5 os./km².